# Papaichton
Papaichton (auch Papaïchton) ist eine französische Gemeinde mit 5530 Einwohnern (Stand 1. Januar 2022) im Übersee-Département Französisch-Guayana. Papaichton entstand als eigenständige Gemeinde erst im Jahre 1993, als sie sich von Grand-Santi loslöste.

## Geografie

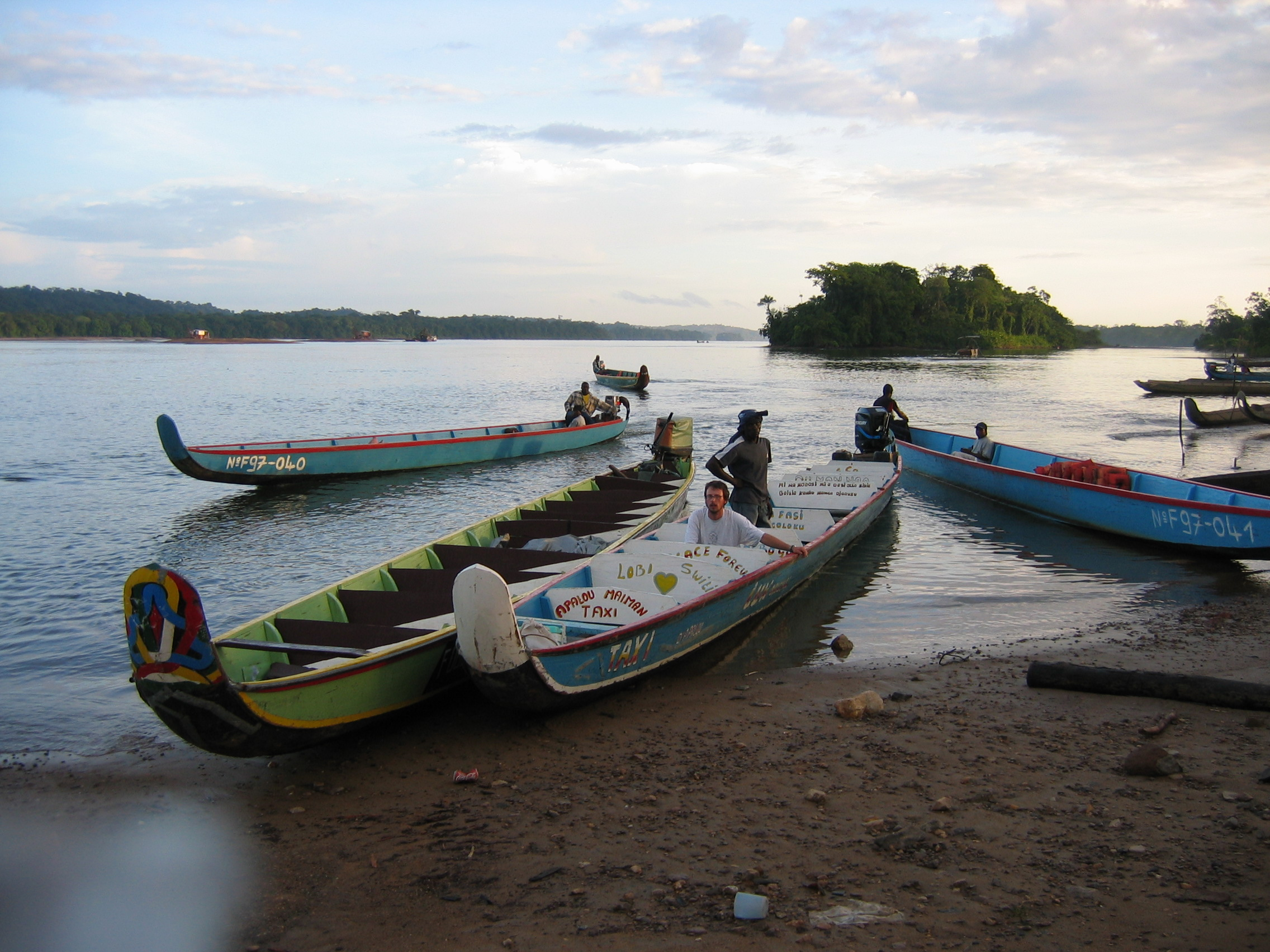
Pirogen am Fluss Lawa

Die Gemeinde Papaichton liegt im Westen Französisch-Guayanas, im nördlichen Südamerika. Der Fluss Lawa bildet die westliche Grenze zum Staat Suriname. Die Nachbargemeinden sind Grand-Santi im Norden, Saül im Osten und Maripasoula im Süden. Die höchste Erhebung ist der Berg Kotika (730 m) im nördlichen Teil des Gemeindegebiets. Der tiefste Punkt bildet mit 49 Metern der Maroni, an der Stelle, wo er Papaichton Richtung Norden verlässt.

## Verkehr
Erreichbar ist Papaichton für die Menschen nur über den Wasserweg, also mittels der Fahrt auf dem Fluss Lawa flussaufwärts. Die dafür gebräuchlichsten Verkehrsmittel sind die Pirogen, ein sogenannter Einbaum-Schiffstyp.